# Rogas yanagiharai
Rogas yanagiharai är en stekelart som först beskrevs av Jinhaku Sonan 1940.  Rogas yanagiharai ingår i släktet Rogas och familjen bracksteklar. Inga underarter finns listade i Catalogue of Life.